# Władysław Fronczek
Władysław Fronczek (ur. 11 lipca 1891 w Będzinie, zm. 8 lipca 1942 w Poznaniu) – działacz komunistyczny i związkowy.
Od wczesnej młodości pracował w łódzkich zakładach włókienniczych. Brał udział w wielu strajkach i był wybierany delegatem fabrycznym. Od 1926 członek prokomunistycznej PPS-Lewicy, której był sekretarzem dzielnicowym w Bałutach, a później sekretarzem miejskim w Łodzi. W lipcu 1929 był delegatem na I Krajowy Zjazd PPS-Lewicy w Warszawie. Od 1928 był członkiem KPP, kolporterem prasy komunistycznej i działaczem Związku Zawodowego Robotników i Robotnic Przemysłu Włókienniczego (komunistycznego, „czerwonego” odłamu tego związku). 12 stycznia 1930 został na krótko aresztowany na zebraniu lewicy związkowej. W listopadzie 1930 kandydował na posła w wyborach parlamentarnych. W lipcu 1931 i czerwcu 1932 był współorganizatorem strajków robotników sezonowych w Łodzi, członkiem komitetów strajkowych. Działacz MOPR, był kilkakrotnie aresztowany za działalność komunistyczną.
Pod koniec 1940 wraz z B. Pastwińskim, S. Rolewiczem i A. Suwalskim założył konspiracyjną organizację komunistyczną w fabryce Kindermanna. 24 lipca 1941 organizacja ta przybrała nazwę Komitet Obrony Miasta Łodzi (KOMŁ). Władysław Fronczek był członkiem jej ścisłego kierownictwa. Na początku sierpnia 1941 wraz z innymi członkami komitetu został aresztowany przez Gestapo, wydany przez własnego syna, Antoniego. Osadzony w poznańskim więzieniu i poddany brutalnemu śledztwu, później zgilotynowany. W lutym 1949 Antoni Fronczek został skazany na śmierć i stracony za współpracę z Gestapo.